# San Antonio Catarraya
San Antonio Catarraya är en ort i Mexiko.   Den ligger i kommunen Ocosingo och delstaten Chiapas, i den sydöstra delen av landet, 800 km öster om huvudstaden Mexico City. San Antonio Catarraya ligger 813 meter över havet och antalet invånare är 272.
Terrängen runt San Antonio Catarraya är huvudsakligen kuperad, men söderut är den bergig. Runt San Antonio Catarraya är det glesbefolkat, med 16 invånare per kvadratkilometer. Närmaste större samhälle är Peña Limonar, 10,3 km norr om San Antonio Catarraya. I omgivningarna runt San Antonio Catarraya växer i huvudsak städsegrön lövskog.